# Záborov
Záborov je malá vesnice, část obce Lanžov v okrese Trutnov. Nachází se asi 1 km na jih od Lanžova. V roce 2009 zde bylo evidováno 16 adres. V roce 2001 zde trvale žil jeden obyvatel
Záborov leží v katastrálním území Sedlec u Lanžova o výměře 2,3 km2.